# 다이아몬드 주빌리
다이아몬드 주빌리(Diamond Jubilee)는 한 나라의 군주가 재위한 지 60년째 되는 해, 또는 그를 기념하여 거행되는 이벤트를 말한다.

## 영국의 군주
- 엘리자베스 2세는 2012년 다이아몬드 주빌리를 맞았다.

## 같이 보기
- 실버 주빌리(재위 25주년)
- 골든 주빌리(재위 50주년)
- 플래티넘 주빌리(재위 70주년)